# Lista de canções número um na Brasil Hot Popular Songs em 2013
Este anexo contém a lista de canções que atingiram o número um da tabela musical Brasil Hot Popular Songs em 2013. A lista é publicada mensalmente pela revista Billboard Brasil, que divulga as quarenta faixas mais executadas nas estações de rádios do Brasil a partir de dados recolhidos pela empresa Crowley Broadcast Analysis. As músicas, de repetório nacional, são avaliadas através da grade da companhia supracitada, que compreende as cidades de São Paulo, Rio de Janeiro, Campinas, Ribeirão Preto, Brasília, Belo Horizonte, Curitiba, Florianópolis, Porto Alegre, Salvador, Fortaleza, Recife, Goiânia e as do Triângulo Mineiro, além do Vale do Paraíba.

## Histórico
| Mês       | Canção              | Artista         | Ref.  |
| --------- | ------------------- | --------------- | ----- |
| Janeiro   | "Esse Cara Sou Eu"  | Roberto Carlos  | [ 2 ] |
| Fevereiro | "Sogrão Caprichou"  | Luan Santana    | [ 2 ] |
| Março     | "Sogrão Caprichou"  | Luan Santana    | [ 3 ] |
| Abril     | "Vidro Fumê"        | Bruno & Marrone | [ 4 ] |
| Maio      | "Te Esperando"      | Luan Santana    | [ 5 ] |
| Junho     | "Te Esperando"      | Luan Santana    | [ 1 ] |
| Julho     | "Te Esperando"      | Luan Santana    | [ 6 ] |
| Agosto    | "Piradinha"         | Gabriel Valim   | [ 7 ] |
| Setembro  | "Na Linha do Tempo" | Victor & Leo    | [ 8 ] |
| Outubro   | "Na Linha do Tempo" | Victor & Leo    | [ 9 ] |
| Novembro  | "Na Linha do Tempo" | Victor & Leo    | [ 9 ] |